# كأس جنوب إفريقيا 2011–12
كأس جنوب أفريقيا 2011–12 هو موسم من كأس جنوب أفريقيا. فاز فيه سوبر سبورت يونايتد.